# 巴克斯特 (喬治亞州)
巴克斯特（英語：Baxter）是位於美國喬治亞州尤寧縣的一個非建制地區。該地的面積和人口皆未知。

## 地理
巴克斯特的座標為34°44′19″N 84°04′29″W / 34.73861°N 84.07472°W，而該地的平均海拔高度為649米（即2129英尺）。